# مديرية بني صريم

تعديل مصدري - تعديل

مديرية بني صريم إحدى مديريات محافظة عمران في اليمن. بلغ عدد سكانها 32698 نسمة عام 2004. تقع في جنوب غرب محافظة صعدة.

موقع مديرية بني صريم في محافظة عمران